# هسته بویایی قدامی
هسته بویایی قدامی (به انگلیسی: Anterior Olfactory Nucleus) (AON) (همچنین به آن قشر بویایی قدامی نیز می گویند)، بخشی از مغز قدامی مهره‌داران است.
این هسته، در بویایی دخیل است و عقیده رایج بر این است که اثرات قوی بر روی نواحی بویایی چون پیاز بویایی و قشر پیریفرم دارد.

## ارجاعات
1. ↑  Saiz-Sanchez D, Ubeda-Bañon I, de la Rosa-Prieto C,  et al. (June 2009). "Somatostatin, tau, and beta-amyloid within the anterior olfactory nucleus in Alzheimer disease". Exp. Neurol. 223 (2): 347–350. doi:10.1016/j.expneurol.2009.06.010. PMID 19559700.
2. ↑  Peter C. Brunjes; Kurt R. Illig; Elizabeth A. Meyer (2005). "A field guide to the anterior olfactory nucleus (cortex)". Brain Research Reviews. doi:10.1016/j.brainresrev.2005.08.005.